# I’m Coming Home Again
I’m Coming Home Again — двойной студийный альбом американской певицы Кармен Макрей, выпущенный в 1980 году на лейбле Buddah Records. Альбом был спродюсирован Виком Чирумболо, аранжировки сделали Марио Спраус и Терри Гонсалез. Также альбом переиздавался под названием Ms. Magic с избранными треками и другой обложкой.

## Отзывы критиков
| Оценки критиков               | Оценки критиков |
| Источник                      | Оценка          |
| ----------------------------- | --------------- |
| AllMusic                      | ·               |
| Encyclopedia of Popular Music | [ 4 ]           |

В журнале Cash Box отметили, что «Макрей — одна из самых уникальных вокальных интерпретаторов в джазе, с грубоватым, но в то же время бархатистым голосом, выразительной фразировкой и великолепной глубиной повествования. I’m Coming Home Again застает Макрей в пышной, сочувственной обстановке, напоминающей о временах CTI Productions Крида Тейлора, некоторые из этих высоко аранжированных песен обладают большим потенциалом для black contemporary и adult contemporary форматов». В рецензии журнала Record World заявили, что «Макрей здесь в отличной форме и без особых усилий разбирается в этом разнообразном материале», а «этот комплект из двух пластинок просто необходим для джазового эфира, и ему должно быть место на всех R&B-станциях, которые играют только хорошую музыку». Рон Уинн из AllMusic, комментируя «урезанное» переиздание, заявил, что это «хорошая подборка малоизвестных фрагментов от Макрей в разных контекстах».

## Список композиций
Первая сторона
1. «I’m Coming Home Again» (Брюс Робертс, Кэрол Байер-Сейджер) — 4:18
2. «Burst in With the Dawn» (Эл Джерро) — 4:34
3. «I Need You in My Life» (Артур Шлоссер, Шарлотта Шлоссер) — 3:58
4. «Come in From the Rain» (Мелисса Манчестер, Кэрол Байер-Сейджер) — 4:18

Вторая сторона
1. «I Won’t Last a Day Without You» (Роджер Николс, Пол Уильямс) — 7:06
2. «Won’tcha Stay With Me» (Генри Дэвис) — 6:10
3. «Mr. Magic I» (Ральф Макдональд, Уильям Слейтер) — 4:54

Третья сторона
1. «Everything Must Change» (Бенард Игнер) — 9:10
2. «Sweet Alibis» (Марвин Хэмлиш, Кэрол Байер-Сейджер) — 4:50
3. «The Masquerade Is Over» (Герберт Магидсон, Элли Врубель) — 4:41
4. «I’d Rather Leave While I’m in Love» (Питер Аллен, Кэрол Байер-Сейджер) — 4:35

Четвёртая сторона
1. «Mr. Magic II» (Ральф Макдональд, Уильям Слейтер) — 14:09
2. «New York State of Mind» (Билли Джоэл) — 7:40

## Участники записи
- Кармен Макрей — вокал
- Хэнк Кроуфорд — саксофон-альт
- Джордж Далто — акустическое пианино
- Корнелл Дюпри — электрическая гитара
- Фредди Хаббард, Лью Солофф, Вирджил Джонс — труба, флюгельгорн
- Хьюберт Лоуз — флейта, флейта-пикколо
- Гровер Вашингтон, Алекс Фостер — саксофон-сопрано
- Бастер Уильямс — бас-гитара
- Марио Спраус — аранжировка, дирижёр, электрическое пианино
- Терри Гонсалез — аранжировка, дирижёр, бэк-вокал
- Крис Паркер — барабаны
- Эррол 'Crusher' Беннетт — перкуссия
- Дженис Робинсон — тромбон
- Аука Диксон, Бернард Зеллер, Эдит Уинт, Гарфилд Мур, Гейл Диксон, Дженни Ку, Джон Блейк, Джонсон Нинг, Нина Саймон, Том Суарез, Валери Коллимор, Уинтертон Гарви — струнные

## Чарты
| Чарт (1980)                     | Высшая позиция |
| ------------------------------- | -------------- |
| США (Billboard Top Jazz Albums) | 29             |